# Тровішкал (Сертан)
Тровішкал (порт. Troviscal; МФА: [tɾu.vɨʃ.ˈkaɫ]) — парафія в Португалії, у муніципалітеті Сертан. Розташована в східній частині країни, на теренах історичної португальської провінції Бейра. Входить до складу округу Каштелу-Бранку. За адміністративним поділом, чинним до 1976 року, терени парафії були складовою провінції Нижня Бейра. Належить до Порталегрівсько-Каштелу-Бранківської діоцезії Католицької церкви. Патрон — святий Вікентій. Площа — 53,3707 км². Населення — 864 ос. (2011). Слабо урбанізований регіон. Густота населення — 16,19 осіб/км²
. Код — 050913.

## Населення
| Кількість мешканців | Кількість мешканців | Кількість мешканців | Кількість мешканців | Кількість мешканців | Кількість мешканців | Кількість мешканців | Кількість мешканців | Кількість мешканців | Кількість мешканців | Кількість мешканців | Кількість мешканців | Кількість мешканців | Кількість мешканців | Кількість мешканців |
| ------------------- | ------------------- | ------------------- | ------------------- | ------------------- | ------------------- | ------------------- | ------------------- | ------------------- | ------------------- | ------------------- | ------------------- | ------------------- | ------------------- | ------------------- |
| 1864                | 1878                | 1890                | 1900                | 1911                | 1920                | 1930                | 1940                | 1950                | 1960                | 1970                | 1981                | 1991                | 2001                | 2011                |
| 1 083               | 1 271               | 1 363               | 1 601               | 1 820               | 1 854               | 1 980               | 2 221               | 2 382               | 2 285               | 2 026               | 1 669               | 1 396               | 1 134               | 864                 |